# 39 Aurigae
39 Aurigae, som är stjärnans Flamsteed-beteckning, är en ensam stjärna i den mellersta delen av stjärnbilden Kusken. Den har en skenbar magnitud på ca 5,90 och är svagt synlig för blotta ögat där ljusföroreningar ej förekommer. Baserat på parallaxmätning inom Hipparcosuppdraget på ca 20,1 mas, beräknas den befinna sig på ett avstånd på ca 162 ljusår (ca 50 parsek) från solen. Den rör sig bort från solen med en heliocentrisk radialhastighet på ca 34 km/s. Stjärnan har en relativt stor egenrörelse och förflyttar sig över himlavalvet med en hastighet av 0,151 bågsekunder per år. 

## Egenskaper
39 Aurigae är en gul till vit stjärna i huvudserien av spektralklass F1 V. Den har en massa som är ca 1,5 solmassor, en radie som är ca 2 solradier och utsänder ca 9 gånger mera energi än solen från dess fotosfär vid en effektiv temperatur på ca 7 200 K.
39 Aurigae var en misstänkt variabel stjärna. Det har emellertid fastslagits att den saknar ljusvariationer.